# Шпигель (Берн)
Шпигель (нем. Spiegel BE) — населённый пункт в Швейцарии, в кантоне Берн. 
Входит в состав округа Берн. Находится в составе коммуны Кёниц. Население составляет 4506 человек (на 2003 год).